# Elena de Castellví y Shelly
Elena de Castellví y Shelly, née le 16 octobre 1821 à Valence et morte le 29 décembre 1863 à Madrid, est l'épouse de l'infant Henri de Bourbon, neveu du roi Ferdinand VII et frère du roi-consort François d'Assise, époux de la reine Isabelle II. Après son mariage, elle fut faite duchesse de Séville.

## Biographie
Fille d'Antonio de Padua de Castellví y Fernández de Córdoba, 8e comte de Castellá, et de Margarita Shelly y MacCarty, elle est issue d'une famille de quatre enfants. 
Le 6 mai 1847, elle épouse l'infant Henri de Bourbon, duc de Séville, à Rome. Le couple a 5 enfants :
- Henri-Pie de Bourbon (1848-1894), 2e duc de Séville
- Luis de Borbón (1851-1854)
- François de Bourbon (1853-1942), « duc d'Anjou »
- Alberto de Borbón (1854-1939), 1er duc de Santa Elena
- Maria del Olvido de Borbón (1863-1907), épouse de Carlos Fernández-Maquieira y Oyanguren (1855-1897).

D'abord exilé en France, le couple retrouve toutes ses prérogatives et emplois en 1854, mais l'infant est de nouveau expulsé pour ses propos révolutionnaires en mars 1857. De retour à Madrid, Henri est nommé capitaine général de la marine espagnole puis lieutenant-général de l'armée en 1863. Son épouse s'éteint la même année, en décembre, après la naissance de leur dernier enfant, Maria del Olvido de Borbón. 
L'infant Henri meurt quelques années plus-tard le 12 mars 1870 près de Leganés, lors d'un duel contre le duc de Montpensier à la suite d'un manifeste publié dans le journal La Época (es) dans lequel l'infant critique les ambitions du duc. 
L'infant et son épouse sont inhumées au cimetière Saint-Isidore.